# حيزوق
حيزوقهي قرية لبنانية من قرى قضاء عكار في محافظة الشمال. تقع في تجمع للقرى يسمى نجد عكار.
تبعد حيزوق حوالي 122 كلم (75.8108 مي) عن بيروت عاصمة لبنان. ترتفع حوالي 300 م (1) (984.3 قدم - 328.08 يارد) عن سطح البحر وتمتد على مساحة تُقدَّر بـ 300 هكتاراً (3 كلم²- 1.158 مي² (2)).